# Atão Genúnio
Atão (em armênio: Ատոմ; romaniz.: Atom) foi um nobre armênio (nacarar) do século V, membro da família Genúnio.

## Nome
O nome Atão (Ատոմ, Atom) tem origem incerta. Foi registrado o nome de um cita, cuja leitura foi variadamente feita como Atamo (em grego: Αταμος) ou Atato (em grego: Ατατος), dada a semelhança entre ambas as letras na inscrição. Ferdinand Justi, ao defender a primeira leitura, assumiu ter relação com o nome Atão (Ատոմ, Atom). Por outro lado, Hračʻya Ačaṙyan propôs a segunda leitura e assumiu ter relação com o nome Atato.

## Contexto

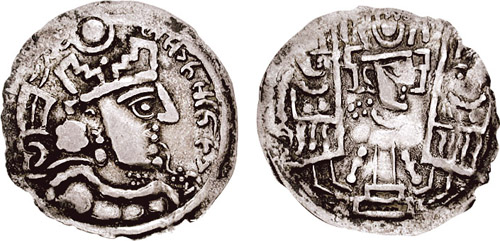
Dracma de r.

Em 428, os nacarares da Armênia peticionaram ao xainxá Vararanes V (r. 420–438) para que destronasse o rei Artaxias IV (r. 422–428) e abolisse a dinastia arsácida. Para governar o país, Vemir-Sapor foi nomeado como marzobã e e Vaanes II foi designado à tenência real. Vemir-Sapor morreu em 442, após uma administração considerada justa e liberal, na qual conseguiu manter a ordem sem ferir o sentimento nacional de frente. Vasaces I substituiu-o como marzobã. Vararanes permitiu a manutenção do cristianismo, enquanto procurava acabar com a influência do Império Bizantino sobre a Igreja da Armênia ao anexá-la à Igreja do Oriente. Contudo, seu filho e sucessor, Isdigerdes II (r. 438–457), era um pietista masdeísta e se comprometeu a impor o masdeísmo na Armênia, exigindo que a nobreza apostatasse e fundando templos de fogo sobre igrejas.

## Vida

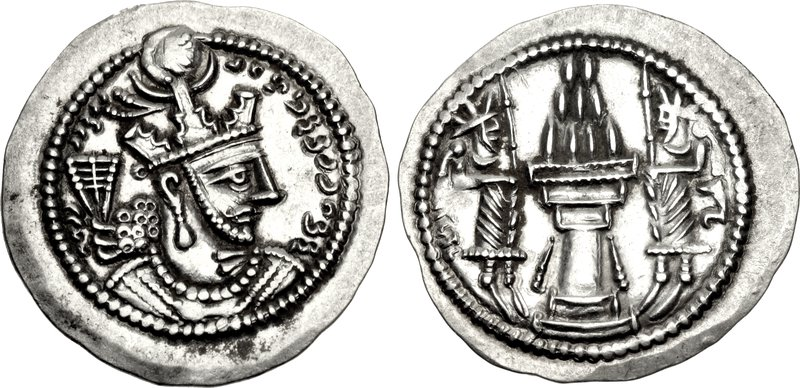
Dracma de r.

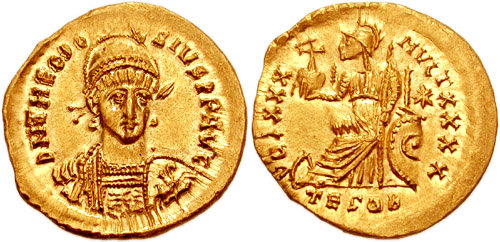
Soldo de r.

Atão era irmão de Arrastão. De acordo com Lázaro de Farpe, esteve presente no Concílio de Artaxata convocado pelo católico José I, o marzobã Vasaces Siuni, o asparapetes Vardanes II e o vitaxa da Marca da Ibéria Axuxa II. A intenção do encontro, ocorrido em 450 segundo Nicholas Adontz, era responder ao edito enviado por Mir-Narses, em nome de Isdigerdes, que exigia que a nobreza se convertesse ao zoroastrismo. Pouco depois, participou na embaixada de Maictes à corte de Constantinopla para solicitar apoio militar do imperador Teodósio II (r. 408–450) contra Isdigerdes II. Ao retornar, esteve entre os nobres que mantiveram-se fieis a Vardanes II, não aceitando seguir o pró-iraniano Vasaces I. Com a derrota da rebelião após a Batalha de Avarair de 26 de maio de 451, Atão esteve entre os nobres que foram à corte persa de Ctesifonte, onde, perante Isdigerdes, fez acusações contra Vasaces I e suas atitudes ímpias e dúbias. Depois disso, foi mantido em cativeiro na Hircânia com os demais armênios até 455.
Após Avarair, os armênios foram constantemente chamados pelos iranianos para expedições militares distantes e foram obrigados a aceitar o crescente poder dos apóstatas. No contexto, receberam bem o apelo da revolta de Vactangue I (r. 447–522), que sublevou contra os persas. Em 481, participou ao lado de Arrastão na revolta contra o Império Sassânida liderada por Vaanes I na Armênia. Nesse ano, esteve na Batalha de Acorri, que opôs um pequeno contingente de 400 revoltosos e um exército de sete mil soldados liderados pelo marzobã Adar Gusnaspe (465–481), onde liderou com Arrastão a ala direita das tropas de Vaanes. Os irmãos quase conseguiram matar Gideão Siuni, um nobre armênio que aliou-se aos iranianos. Em 482, também lutou na Batalha de Narseapate contra o grande exército iraniano liderado por Adanarses, que foi concluída com uma grande vitória armênia. Na ocasião, liderou a ala direita do exército.